# Поспелов, Пётр Николаевич

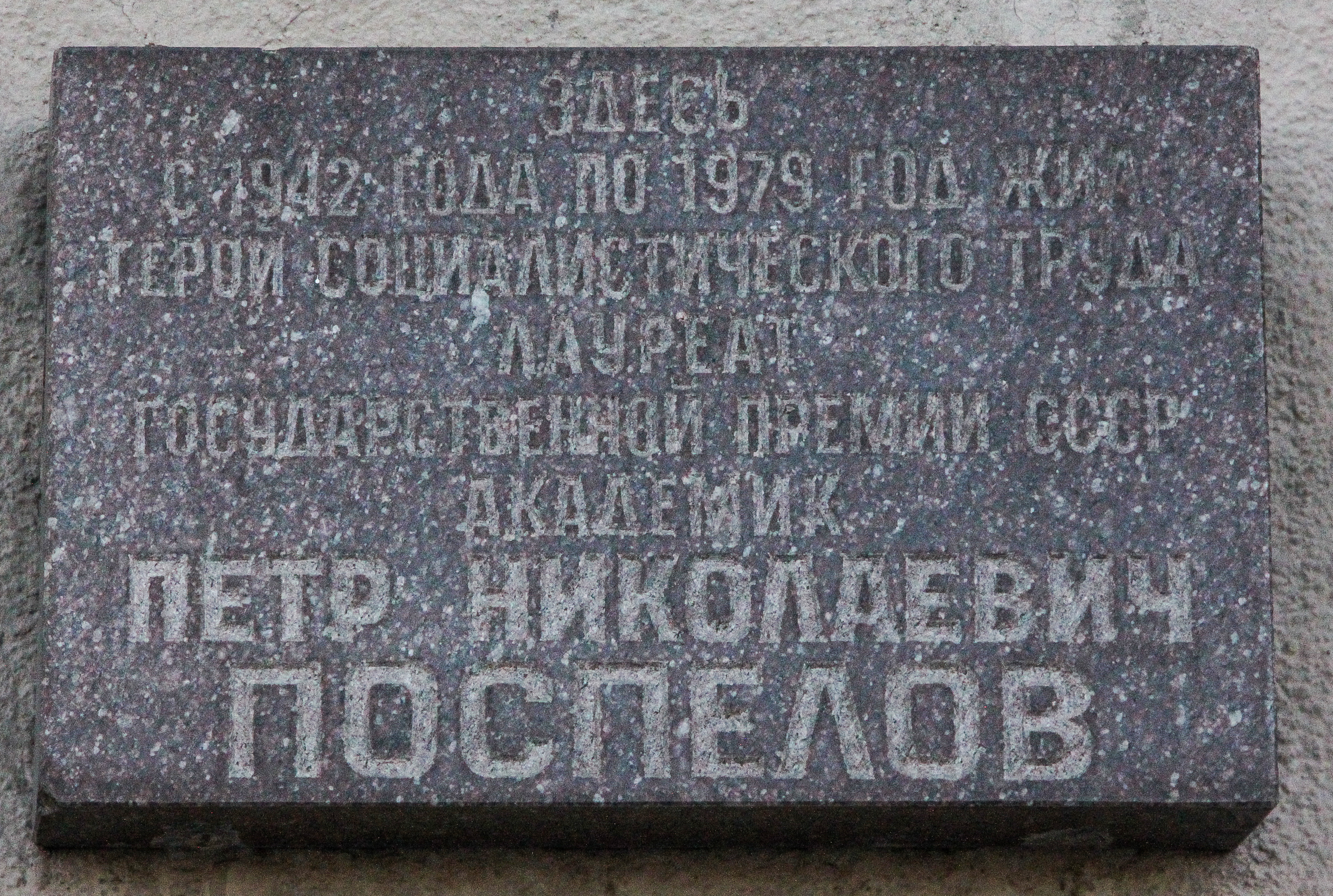
Мемориальная табличка на стене дома, по адресу улица Серафимовича, дом 2, где проживал П. Н. Поспелов с 1942 года по 1979 год

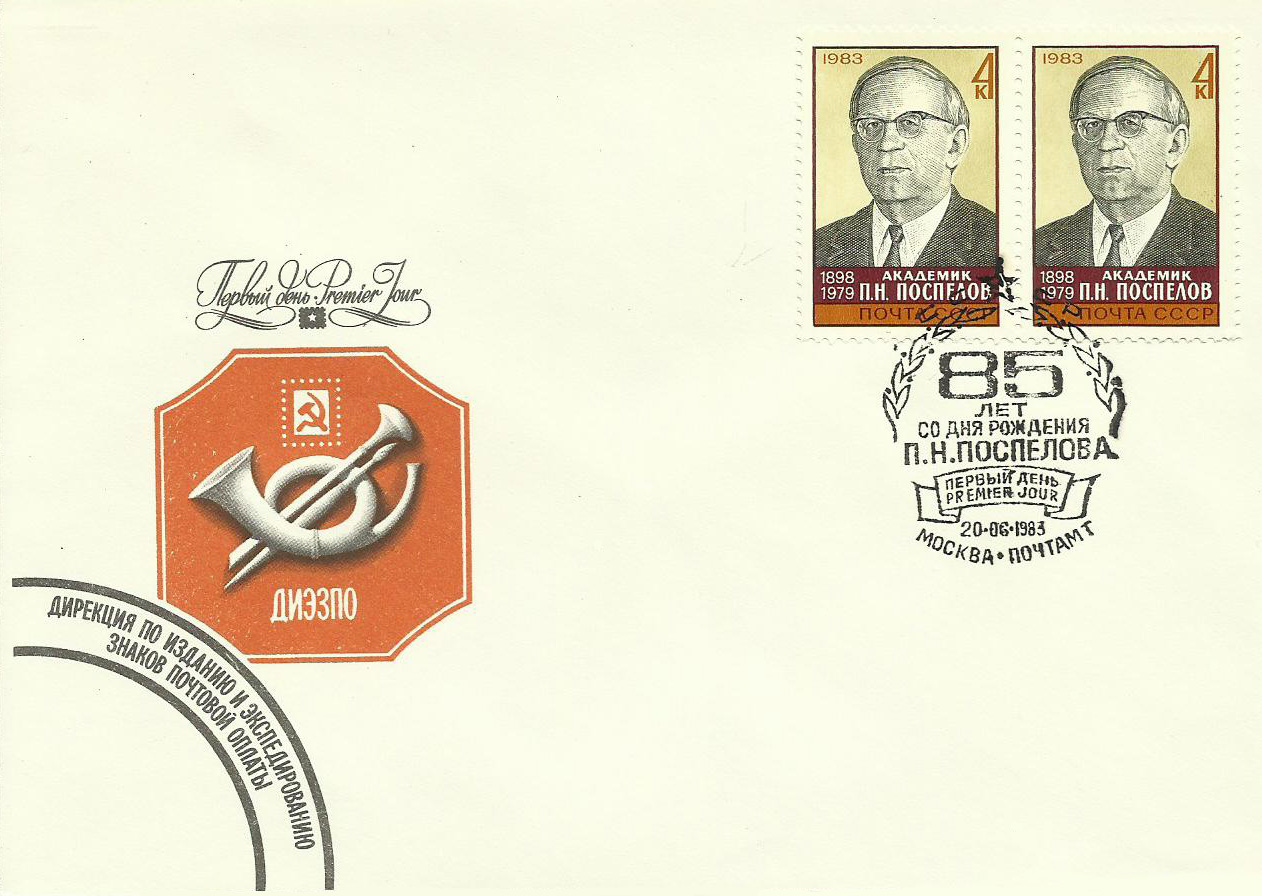
Почтовый конверт СССР

Пётр Никола́евич Поспе́лов (8 [20] июня 1898, пос. Кузнецово — 22 апреля 1979, Москва) — советский партийный деятель. Секретарь ЦК КПСС (1953—1960). Кандидат в члены Президиума ЦК КПСС (1957—1961). Член Бюро ЦК КПСС по РСФСР (1960—1961). Герой Социалистического Труда (1958). Лауреат Сталинской премии первой степени (1943). Член РСДРП(б) с 1916 года. Академик АН СССР (23 октября 1953, член-корреспондент 4 декабря 1946).

## Биография
Родился в посёлке Кузнецово Корчевского уезда Тверской губернии (ныне город Конаково Тверской области). Революционную работу начал в Твери гимназистом. Учился в Московской сельскохозяйственной академии. С 1917 года на партийной и профсоюзной работе в Твери.
В начале Гражданской войны по решению ЦК РКП(б) был направлен в Сибирь и на Урал для ведения подпольной работы. После свержения в Челябинске Советской власти — участник подпольной организации, член центрального бюро профсоюзов, организатор созыва «рабочего союза», секретарь примирительной камеры, разрешавшей конфликты между рабочими и предпринимателями города. В апреле 1918 года был арестован, «поездом смерти» отправлен в Александровский централ. Освобождён в ходе восстания. Участвовал в партизанском движении в Сибири.
С 1920 года на партийной работе в Твери и Новгороде. В 1924—1926 годах — инструктор агитационно-пропагандистского отдела ЦК ВКП(б). В 1930 году окончил экономическое отделение Института красной профессуры.
Член ЦКК ВКП(б) в 1930—1934 годах. С 1931 года работал в редакциях журнала «Большевик» и газеты «Правда». С 1934 года — член Комиссии партийного контроля при ЦК ВКП(б), до 1937 года — руководитель группы печати КПК. С 1937 года — заместитель заведующего Отделами агитпропа ЦК ВКП(б), с его преобразованием в Управление пропаганды и агитации ЦК ВКП(б) 31 марта 1939 года — 1-й заместитель начальника (А. А. Жданова). Участвовал в подготовке «Краткого курса истории ВКП(б)». Член ЦК КПСС (1939—1971).
В 1940—1949 годах главный редактор газеты «Правда». В годы Великой Отечественной войны передал вместе с коллективом других лауреатов (всего 15 человек) Сталинскую премию в Фонд обороны. Депутат ВС СССР в 1946—1966 годах. Член-корреспондент АН СССР по Отделению истории и философии с 4 декабря 1946 года, академик по Отделению исторических наук с 23 октября 1953 года. В 1949—1952, 1961—1967 годах директор ИМЛ при ЦК ВКП(б), в 1952—1953 годах — заместитель главного редактора газеты «Правда». Один из авторов-составителей книги «Иосиф Виссарионович Сталин. Краткая биография» (1947).
В 1953—1960 годах секретарь ЦК КПСС. С 4 мая 1960 по 25 января 1961 года Член Бюро ЦК КПСС по РСФСР. Согласно воспоминаниям Всеволода Меркулова, Поспелов принимал участие в подготовке речи Л. П. Берии на похоронах Сталина. Несмотря на то, что многие отмечали его фанатичную преданность Сталину, одним из первых перешёл на сторону Н. С. Хрущёва, который поручил ему возглавить комиссию по расследованию причин массовых репрессий. Материалы комиссии Поспелова были использованы в докладе Хрущёва «О культе личности и его последствиях» на XX съезде КПСС.

На совещании Идеологической комиссии ЦК КПСС в 1965 году П. Ф. Юдин, в частности, рассказал о поспеловском освещении исторической победы над фашизмом, основной вклад в которую якобы внёс Хрущёв, несмотря на ошибки Сталина. «Что там Сталин! Сталин порой казался просто мальчишкой по сравнению с Хрущёвым», — говорил Юдин.
— Проф., д-р филос. наук Г. С. Батыгин 
Кандидат в члены Президиума ЦК КПСС в 1957—1961 годах. В 1961—1967 годах — вновь директор Института марксизма-ленинизма при ЦК КПСС. Редактор многотомной «Истории КПСС». Руководитель авторского коллектива, подготовившего официальную биографию В. И. Ленина. Исполнял обязанности академика-секретаря Отделения истории АН СССР (1972—1973).
Был одним из академиков АН СССР, подписавших в 1973 году письмо в газету «Правда» с осуждением «поведения академика А. Д. Сахарова». В письме Сахаров обвинялся в том, что он «выступил с рядом заявлений, порочащих государственный строй, внешнюю и внутреннюю политику Советского Союза», а его правозащитную деятельность академики оценивали как «порочащую честь и достоинство советского учёного».. В 1970-е годы выступал с критикой «нового направления» в советской историографии.
П. Н. Поспелов умер 22 апреля 1979 года. Похоронен в Москве на Новодевичьем кладбище (участок № 9).

## Основные работы
На русском языке
- О контрольных цифрах народного хозяйства на 1926-27 года. — М.—Л.: Московский рабочий, 1927.
- Борьба за хлеб — борьба за социализм. — М., 1933.
- Большевистская самокритика — основа партийного действия. — М., 1937.
- Всесоюзная сельскохозяйственная выставка. 1939 / Под ред. П. Н. Поспелова, А. В. Гриценко, Н. В. Цицина. — М.: Сельхозгиз, 1939. — 604 с.
- Указатель основных первоисточников в помощь изучающим «Краткий курс истории ВКП(б)» / Под ред. и с предисл. П. Поспелова и Г. Александрова. — Махачкала: Даггиз, 1940.
- Советская интеллигенция в Великой Отечественной войне. — М., 1942.
- Товарищ Сталин о Великой Отечественной войне Советского союза. — М., 1943.
- Сила советского патриотизма. — М., 1945. (множество переизд.).
- Второй том сочинений И. В. Сталина. — Л.: Полит. упр. Сев. флота, 1946. — 27 с. — (В помощь марксистско-ленинской подготовке офицерского состава).
- Партия и народ. — Л., 1947.
- Александров Г. Ф., Поспелов П. Н., Федосеев П. Н. Советский народ — творец социалистической жизни. — М.: Московский рабочий, 1947.
- И. В. Сталин — великий корифей марксистско-ленинской науки // Иосифу Виссарионовичу Сталину Академия наук СССР. — М., 1949.
- История Великой Отечественной войны Советского Союза 1941—1945. В шести томах / Председатель редакционной комиссии Поспелов П. Н. — М., 1960.
- Исторический опыт ленинской партии в борьбе за победу Великой Октябрьской социалистической революции (материал к докладу). — М., 1967.
- О 97-й годовщине со дня рождения В. И. Ленина (материал к докладу). — М., 1967.
- Проблемы истории: статьи и речи / [Предисл. акад. И. И. Минца]. — М.: Наука, 1968.
- Ленин и Академия наук: сборник документов / под ред. акад. П. Н. Поспелова. — М.: Наука, 1969.

На иностранных языках
- Partija Lenjina-Staljina politički rukovodilac i odgojitelj naroda. — Zagreb: Naprijed, 1946.
- Партията на Ленин-Сталин ръководеща и направляваща сила на съветското общество / Превел Ив. Керезиев. — София: Бълг. работническа партия (комунисти), 1948.
- Вторият том на Съчиненията на И. В. Сталин / Превел Ф. Гинев. — София: Българска комунистическа партия, 1949.
- J. V. Sztálin műveinek második kötete. — S. l. : Kiadja a Román munkáspárt, 1949.
- I. V. Stalin — marele corifeu al ştiinţei marxist-leniniste / Academia Republicii Populare Române. — [Bucureşti], 1950.
- Historia WKP(b) — marksizm-leninizm w praktyce — Warszawa: Książka i wiedza, 1950.
- Czwarte wydanie dzieł W. L. Lenina. — Warszawa: Książka i wiedza, 1951.
- V. I. Lenin halálának XXVII évfordulójáró: Jelentés a Moszkvában tartott gyászünnepélyen. — [Bucureşti]: Kiadja a Román munkáspárt, 1951.
- O XXVIII годишњици смрти В. И. Лењина : Реферат на комеморативној седници у Москви. — Букурешт: Изд. предузећу Румунске радничке партије, 1952.

## Семья
Имел дочь Зинаиду и сына. У Зинаиды (муж Юрий), ставшей журналистом-кинодокументалистом, родилось двое детей, Юлия (врач) и сын Пётр. У Юлии было двое сыновей.

## Награды
- Герой Социалистического Труда (1958)
- Шесть орденов Ленина (13 июня 1945; 19 июня 1948; 19 июня 1958; 19 июня 1968; 17 сентября 1975; 29 июня 1978)
- Орден Октябрьской Революции (20 июля 1971)
- Орден Отечественной войны I степени (23 сентября 1945)
- Орден Дружбы народов (22 июня 1973)
- Сталинская премия I степени (22 марта 1943) — за научный труд «История гражданской войны в СССР» Т. 2, опубликованный в 1942 году
- Золотая медаль имени Карла Маркса от АН СССР (1972)